# Hongkong-Englisch
Als Hongkong-Englisch, kurz:  HKE (chinesisch 港式英語 / 港式英语, Pinyin gǎngshì yīngyǔ, Jyutping gong2sik1 jing1jyu5, englisch Hong Kong English) wird eine Varietät der englischen Sprache bezeichnet. Im modernen Sinne wird damit überwiegend die Sprache bezeichnet, die von Kantonesisch-Muttersprachlern in Hongkong gesprochen wird. Bei den Sprechern handelt es sich heute größtenteils um Hongkong-Chinesen.

## Geschichte
Bereits im 17. Jahrhundert hat sich durch Sprachkontakt zwischen portugiesischen und englischen Händlern (britische Ostindien-Kompanie) mit lokalen Kaufleuten Südostchinas eine Pidgin-Sprache herausgebildet. Diese wird heute mit Chinese Pidgin English bezeichnet und enthielt neben Substraten aus dem britischen Standard-Englisch und Kantonesischen auch Elemente, insbesondere Vokabular, aus dem indischen Englisch, dem Portugiesischen und Malaiischen. Teilweise lassen sich Strukturen aus dem Chinese Pidgin English noch im modernen Englisch in Hongkong nachweisen, etwa bei Begriffen wie chop-chop! (速速,  sùsù, Jyutping cuk1cuk1, Yale su su – „zügig, zackig“), etwa Dalli dalli!, Zack, zack! Aber schnell!, oder Co-hong (公行,  gōngháng, Jyutping gung1hong4, Yale gùng hòhng; gildenartige Organisation im 17. Jahrhundert).
Nach dem Ersten Opiumkrieg wurde Hongkong 1843 britische Kronkolonie. Es entstanden zunächst so genannte Kompradoren im Geschäftsleben, die bilingual waren und zwischen den Kantonesisch- und Englischsprechern vermittelten. Mit zunehmender Etablierung des Englischen nach dem Aufbau englischer Schulen und der englischen Verwaltung verbreitete sich der Gebrauch des Englischen in der Bevölkerung, weshalb die Kompradoren nach und nach obsolet wurden.

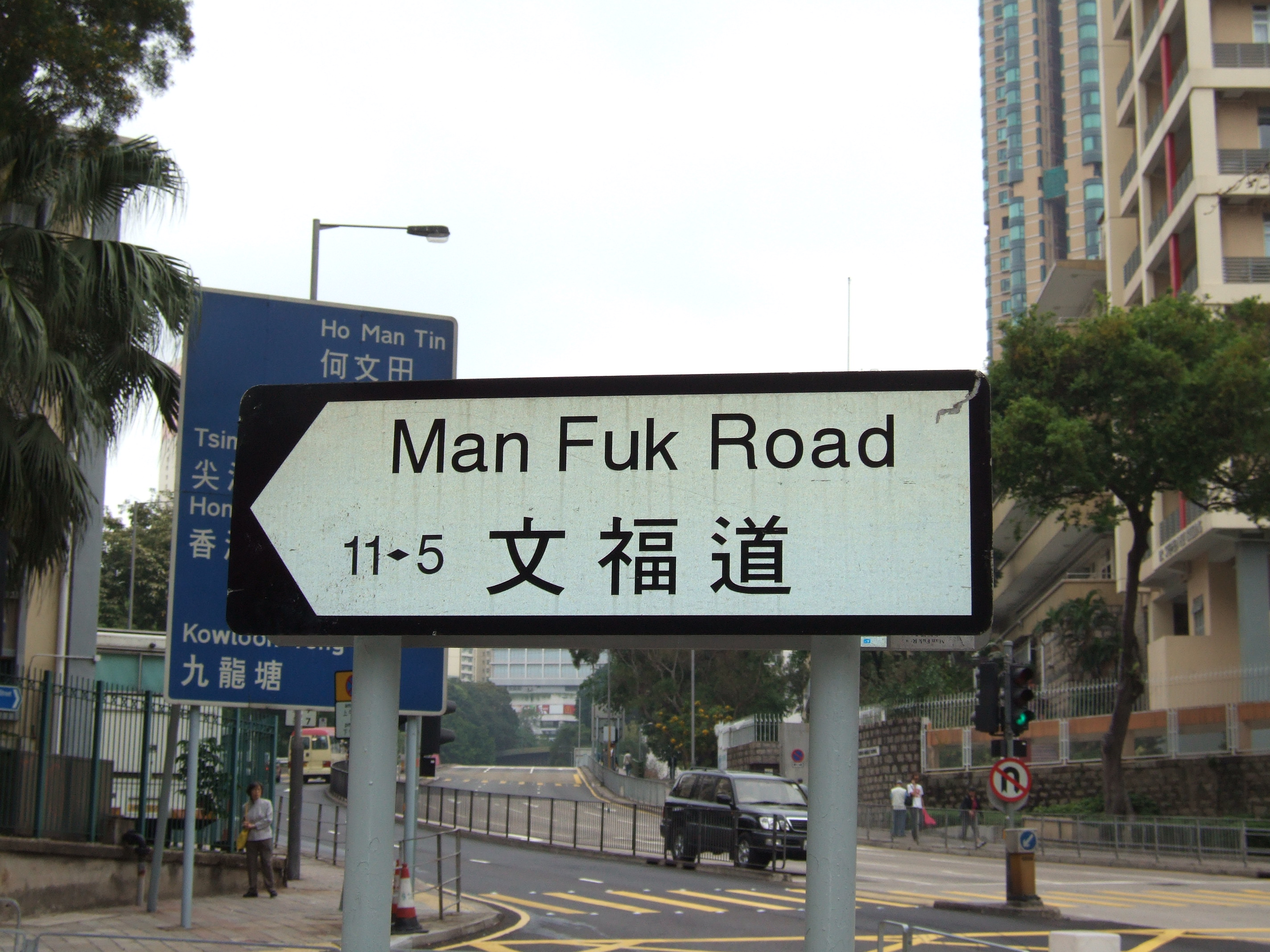
Zweisprachiges Straßenschild

Heute haben ca. 90 % der Hongkonger Kantonesisch als Muttersprache und Kantonesisch spielt im öffentlichen Leben eine wichtige Rolle. Englisch ist nach der Rückgabe Hongkongs an die Volksrepublik China 1997 nach wie vor Amtssprache in der nun gebildeten Sonderverwaltungszone Hongkong:

“In addition to the Chinese language, English may also be used as an official language by the executive authorities, legislature and judiciary of the Hong Kong Special Administrative Region.”

„In Ergänzung zur chinesischen Sprache darf das Englische als offizielle Sprache von den ausführenden Behörden, der Legislative und der Judikative der Sonderverwaltungszone Hongkong genutzt werden.“

Im öffentlichen Leben ist Englisch daher weit verbreitet (z. B. sind alle Straßenschilder und amtlichen Bekanntmachungen zweisprachig). Nach Ende der Kolonialzeit wurde Englisch sogar populärer als zuvor, was mit einem nun hohen Prestige erklärt werden kann. Im Bereich der Hochschulbildung wird ein Großteil der Veranstaltungen auf Englisch abgehalten.

## Sprachliche Norm
Das moderne Hongkong-Englisch ist in weiten Teilen nicht normiert oder kodifiziert. Daher lassen sich schwer allgemeine Aussagen zu den sprachlichen Eigenschaften dieser Varietät beschreiben. Einige Vokale des Englischen kommen im Kantonesischen nicht vor, weshalb die Sprecher des Hongkong-Englisch häufig verschiedene Varianten sprechen. So kann der Buchstabe ‹a› als /æ/, /aː/ oder /ʌ/ artikuliert werden. Aufgrund der kolonialen Vergangenheit dominieren jedoch nach wie vor britische Schreibungen und Aussprachen. Sowohl die Orthografie als auch die Phonologie des Hongkong-Englischen wurden allerdings bislang nicht abschließend erforscht.